# Бакланка (селище)
Бакла́нка (рос. Бакланка) — селище у складі Грязовецького району Вологодської області, Росія. Входить до складу Ростиловського сільського поселення.

## Населення
Населення — 75 осіб (2010; 115 у 2002).
Національний склад (станом на 2002 рік):
- росіяни — 94 %